# ژانگ یینینگ
ژانگ یینینگ (به چینی: 张怡宁 - Zhang Yining) ورزشکار زن رشتهٔ تنیس روی میز اهل کشور چین است. وی در بین سال‌های ‎۲۰۰۴ تا ۲۰۰۸ میلادی در مسابقات بازی‌های المپیک تابستانی در مجموع ۴ مدال طلا را کسب کرد.